# Девино (Витебская область)
Де́вино (бел. Дзевіна) — деревня в составе Высоковского сельсовета Оршанского района Витебской области Белоруссии.

## Географическое положение
Деревня размещена у одноимённого озера, которое находится в 30 км к северу от Орши. Здесь же расположена зона отдыха Девино (40 км на юг от Витебска и 30 на северо-запад от Орши), созданной в 1979 году.

## Этимология
В основе названия слово «дева» с формантом принадлежности.

## История
В 1670 году упоминается как фольварк Дивин в Оршанском повете ВКЛ. В 1789 году деревня упоминается как владение Любомирских. В начале XX века пункт относился к Высоцкой волости Оршанского уезда. В то время к деревне относились 383 десятины земли, включая три десятины леса.
В 1979 году произошло слияние деревень Девино и Ивашня. По состоянию на 2000 год, в Девино работали начальная библиотека, клуб, магазин; сама деревня относилась к одноимённой агроферме.
Дj 2013 года деревня входила в состав Клюковского сельсовета.

## Население
- 1789 год — 20 человек, 2 двора[6]
- начало XX века — 301 человек, 38 дворов[6]
- 1998 год — 132 человека, 77 дворов[6]
- 2019 год — 75 человек[1]

## Известные уроженцы
- Опеко, Анатолий Петрович — воин-интернационалист. Родился 4 июня 1960 года. После окончания школы в Клюковке и ПТУ № 12 в Высоком осенью 1978 года был призван в армию. После окончания Киевского высшего общевойскового командного училища служил в Белорусском военном округе, затем был отправлен в Афганистан, в часть полевая почта 93 991. 8 октября 1986 года он погиб при выполнении задания. Похоронен в Девино. Посмертно награждён орденом Красной Звезды и медалью «Воину-интернационалисту от благодарного афганского народа»[8].

## Комментарии
1. ↑  Название и ударение даны по: Назвы населеных пунктаў Рэспублікі Беларусь : Віцебская вобласць: нарматыўны даведнік / пад рэд. В. П. Лемцюговай. — Минск: Тэхналогія, 2009. — С. 73. — 668 с. — ISBN 978-985-458-192-7..